# Línia d'Espira

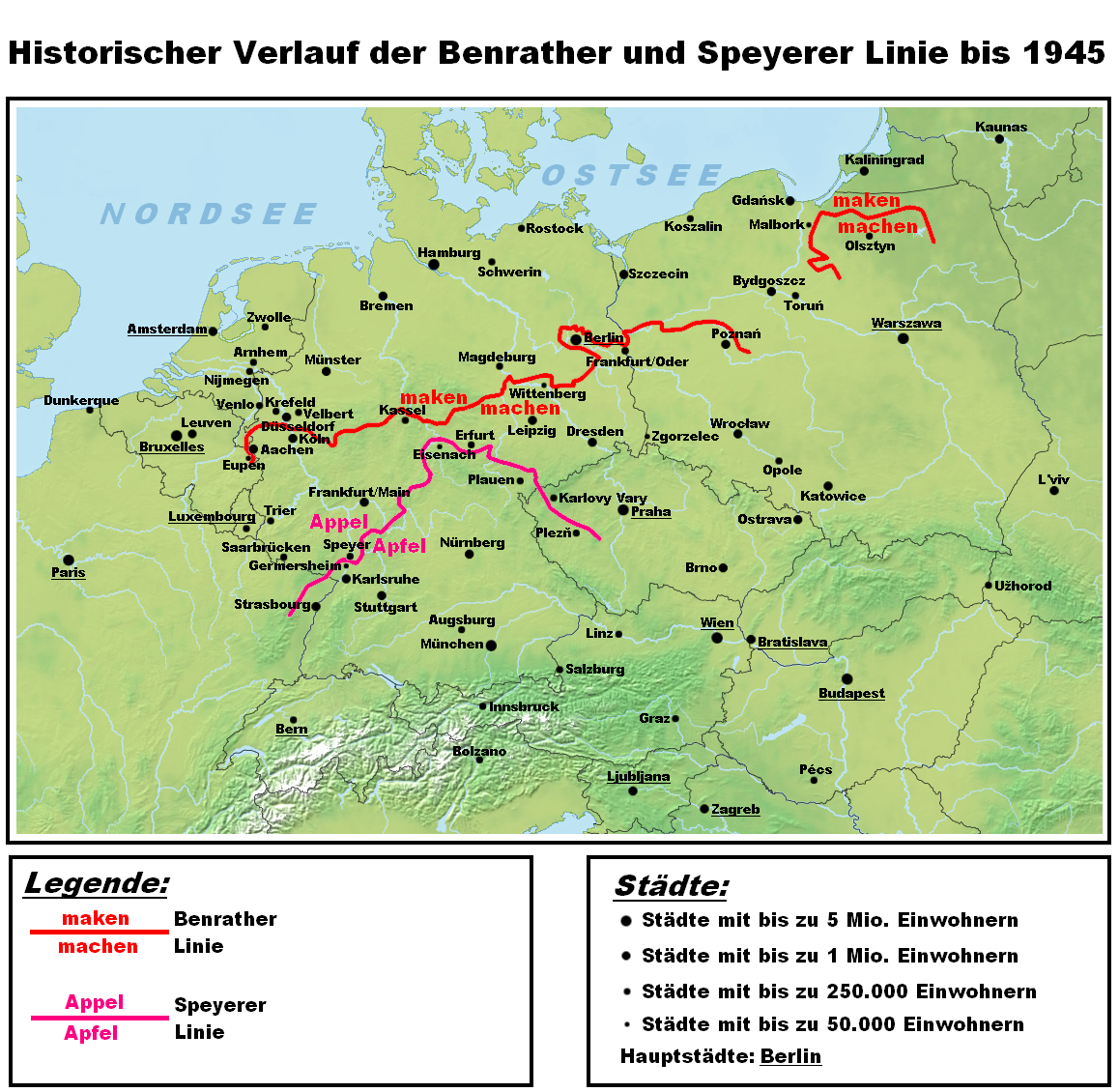
Les isoglosses principals de Benrath (maken/machen) i d'Espira (Appel/Apfel)

En lingüística, s'anomena línia d'Espira (al. Speyerer Linie) o línia del Mein una isoglossa que separa els dialectes baixos alemanys i alts alemanys inferiors (al nord), els quals han desenvolupat una pausa geminada en paraules com Appel 'poma', dels dialectes del sud (alt alemany), que han desenvolupat una consonant fricativa: Apfel, seguint la segona mutació consonàntica de l'alemany.
La isoglossa discorre d'est a oest i travessa la ciutat d'Espira (Speyer, a l'estat federat de Renània-Palatinat), seguint el riu Main, i és per això que es denomina així.
A Alemanya la línia és ben coneguda pel seu apel·latiu humorístic Weißwurstäquator. Aquest nom, que podem traduir com 'L'equador de la salsitxa bavaresa' (Weißwurst), s'utilitza per emfasitzar les diferències culturals entre el sud (principalment la regió de Baviera) i la resta de l'estat.

## Curs
La línia d'Espira començava al nord de Pilsen i creuava la frontera germanotxeca al sud de la ciutat de Karlovy Vary. Fins a aquest punt, ha quedat obsoleta des del 1945, ja que els dialectes alemanys dels Sudets han donat pas al txec amb el desplaçament de la població de parla alemanya. Actualment recorre les Muntanyes Metal·líferes i Elster i d'allà segueix pel bosc de Turíngia fins al Rhön (això correspon aproximadament a les ciutats de Plauen – Rudolstadt – Arnstadt – Eisenach).
A Vacha, la línia de Germersheimer es troba amb la línia d'Espira, que segueix fins a Gemünden abans de separar-se de la línia d'Espira de nou. Ara la línia corre pel costat occidental de l'Spessart i creua el Main diverses vegades al Mainviereck.
A Eberbach, la isoglossa creua el Neckar i el sud d'Espira, el Rin. A Germersheim, la línia d'Espira i la línia de Germersheimer es troben de nou i corren juntes pel Rin cap a la frontera germanofrancesa. Al sud de Karlsruhe, més precisament a prop d'Etlingen, la línia de Karlsruhe creua el Rin. Creua la frontera germanofrancesa i es troba amb la línia d'Espira a Wissembourg, i les tres línies d'isoglosses acaben juntes a les Vosges.
Els dialectes al sud de la línia d'Espira, l'alt alemany, han realitzat una segona mutació consonàntica germànica de l'alt alemany amb el canvi d'Appel a Apple en una major mesura que els dialectes del nord, però aquest canvi fonètic no ha estat completament acceptat. Es va dur a terme completament i de manera coherent només a l'extrem sud de la zona de parla alemanya, a l'alt alamànic i Tirol.